# Libro detto strega o delle illusioni del demonio
La strega, ovvero degli inganni de' demoni, tradotto anche come Libro detto strega o delle illusioni del demonio (titolo originale: Strix, sive de ludificatione daemonum) è un dialogo scritto nel 1523 da Giovanni Francesco II Pico della Mirandola, signore della Mirandola e nipote del celebre filosofo Giovanni Pico della Mirandola.
L'opera, che riprende i temi del Malleus maleficarum, fu molto conosciuta durante il Rinascimento e tradotta anche in più edizioni in lingua italiana. Venne utilizzata da importanti inquisitori e umanisti dell'epoca, fra cui Bartolomeo Spina e Jean Bodin.

## Contesto storico

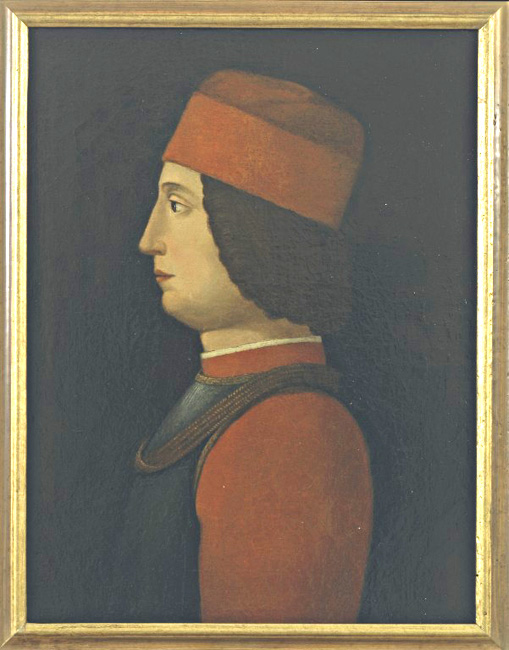
Giovanfrancesco Pico della Mirandola

Negli anni 1522-1525 si verificarono numerosi episodi di caccia alle streghe nella Signoria della Mirandola, che portarono al rogo una decina di persone.
L'inquisizione fu iniziata nel 1522 dal frate domenicano Girolamo Armellini da Faenza, che aveva giurisdizione sulla diocesi di Reggio Emilia e che stava indagando su alcune voci che riportavano notizie di strani rituali notturni che si svolgevano nei contadi attraversati dal fiume Secchia, in particolar modo nella villa di Cividale vicino alla Mirandola. Secondo fra Leandro Alberti, in questi sabba i partecipanti avrebbero praticato atti abominevoli, fra cui il cosiddetto "Gioco di Diana", che consisteva in scandalosi peccati di carne e gola oltre al disprezzo del Crocifisso e delle ostie consacrate.
Coadiuvato dal locale vicario generale del Sant'Uffizio, Luca Bettini, fra Girolamo Armellini aprì un processo penale nei confronti di circa sessanta persone. Testimone nei processi fu anche il medico Giovanni Mainardi. Peraltro, l'inquisitore di Mantova rivendicò la giurisdizione della Mirandola nel proprio distretto, il che portò a uno scontro anche tra Giovanni Francesco Pico ed il marchese di Mantova Federico II Gonzaga (rappresentato nella città della Concordia dal suo governatore Francesco Suardo).
Il 22 agosto 1522 venne dato al rogo il primo accusato, don Benedetto Berni. La stessa sorte toccò l'anno successivo anche a Francesco da Carpi, Bernardina Frigieri, Maddalena Gatti, Camilla Gobetta, Andrea Merlotti e Marco Piva.
L'opinione pubblica mirandolese iniziò a criticare duramente queste condanne a morte, cosicché nel maggio 1523 Giovanni Francesco Pico dovette scrivere in fretta (in appena dieci giorni) e pubblicare a Bologna il dialogo in tre libri Strix, sive de ludificatione daemonum per giustificare l'uccisione degli accusati di stregoneria.

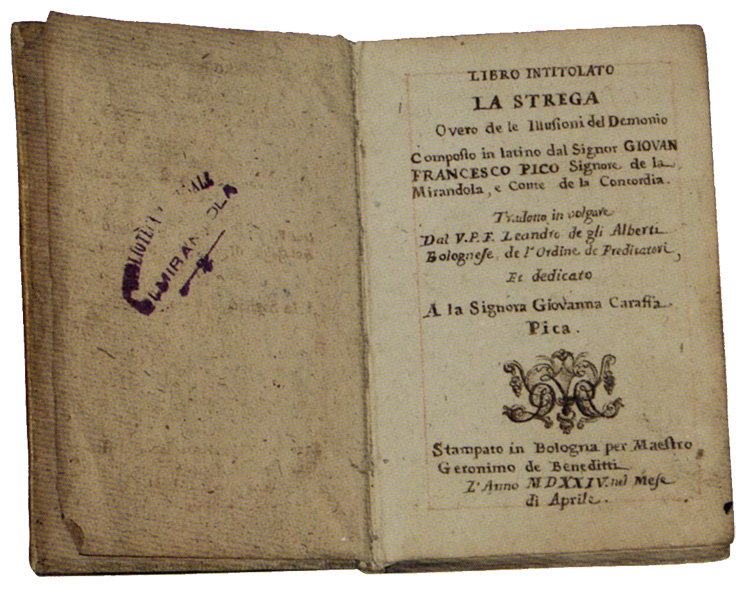
La Strega ovvero delle illusioni del Demonio, tradotto in italiano da Leandro Alberti (1524)

Alla fine del 1523, altri tre arrestati (Giovan Pietro Colovati, Nicolò Ferrari di Mirandola e Aiolfo della Bernarda) riscirono a scappare a Modena, trovando rifugio presso il vescovo il vicario episcopale. L'inquisitore fra Girolamo Armellini si rivolse allora a papa Clemente VII, il quale il 18 gennaio 1524 incaricò Francesco Silvestri (inquisitore a Bologna) e Altobello Averoldi (vescovo di Pola e vice legato a Bologna) di catturare i fuggitivi, che infine vennero scovati ed arsi vivi nel 1525.
Nel frattempo, nel 1524 il dialogo era stato tradotto nella lingua italiana volgare dal frate domenicano bolognese Leandro Alberti, il quale dedicò l'edizione a Giovanna Carafa, moglie di Giovanfrancesco Pico, che nello stesso anno fu accusata di falsificare le monete d'oro della zecca della Mirandola. La traduzione dell'Alberti
(riedita da Albano Biondi nel 1989) è registrata come il primo trattato di demonologia pubblicato in lingua volgare. 
Nel 1555 l'opera venne nuovamente tradotta in italiano dall'abate Turino Turini. Questa edizione fu ripubblicata nel 1864 da G. Daelli nella collana Biblioteca rara.
Nel 1612 Karl Weinrich, dopo aver ritrovato un manoscritto dell'opera in latino e ritenendolo un inedito, pubblicò la Strix a Strasburgo.

## Contenuto

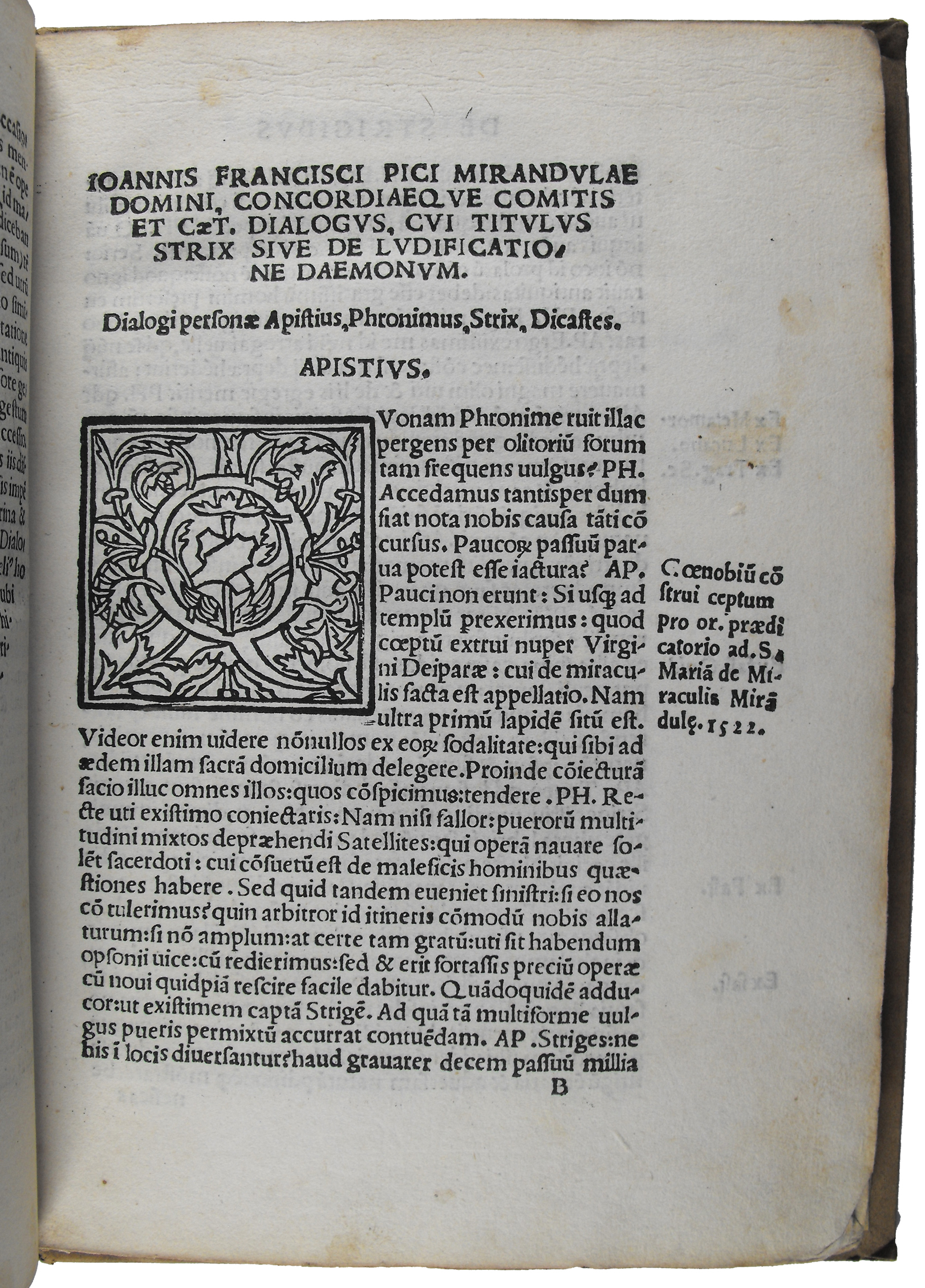
Prima pagina della Strix del 1523

Il dialogo si svolge in tre parti e ha come protagonisti il saggio Fronimo, il diffidente Apistio, il giudice inquisitore Dicasto e la rea confessa Strega.
Apistio non crede assolutamente all'esistenza della stregoneria: la parola latina Strix (in italiano Allocco) indica solamente un genere di uccelli notturni, così chiamati per il loro verso stridulo. Fronimo cerca in tutti i modi di convincere Apistio che la stregoneria esiste davvero, tanto che essa è descritta anche in molte opere antiche: Orazio, Plinio il Vecchio, Ovidio e altri autori antichi descrissero infatti la credenza popolare che l'allocco fosse un animale pericoloso, perché si diceva potesse andare di notte a succhiare il sangue dei neonati oppure trasformarsi in donna. Apistio ridicolizza l'ipotesi che possano esistere donne che volano di notte per partecipare a banchetti ed orge in compagnia di demoni. Fronimo allora si arrabbia, citando gli innumerevoli miti e poemi classici che cantano degli incontri tra Dei e umani, tra cui Zeus e le sue amanti, Venere e Anchise, Orfeo con Ade e Proserpina. Le sacre scritture cristiane hanno però chiarito che quegli dèi pagani erano in realtà demoni. Ciò dimostra che da sempre gli spiriti maligni cercano di dominare l'umanità: in passato i demoni hanno ingannato anche i più grandi sapienti, facendo credere di essere delle divinità; dopo la venuta del Cristo invece i demoni sono stati sconfitti dalla verità dell'unico Dio esistente, tanto che essi possono sopravvivere solo cercando di ingannare la gente ignorante che non rispetta la parola di Dio. Dopo questa lunga dissertazione filologica, iniziano a sorgere i primi dubbi in Apistio. Nel frattempo, entra in scena Dicasto che trascina dietro di sé una donna incatenata di nome Strega.
Il secondo libro si apre con l'intento di Dicasto di convincere Apistio sull'esistenza della stregoneria, dimostrando che le streghe volino verso il luogo di ritrovo del Sabba "con il corpo e non con l'immaginazione": da un lato infatti i demoni dispongono del potere di muovere i corpi, dall'altro lato lo stesso Vangelo testimonia che il Cristo venne trasportato in volo su un monte e sul Tempio. Essendo quindi tutti e tre i personaggi concordi nel ritenere possibile che una persona possa volare, si tratta ora di accertare se ciò sia davvero avvenuto: è il momento di interrogare la Strega. La donna, incalzata dalle domande, conferma che è tutto vero e che il demone, pur essendo fatto d'aria, può mangiare e darle piacere sessuale. Apistio però ancora non le crede, giudicandole imprese ridicole e immaginate. Tuttavia, dopo che la Strega confessa anche di aver profanato le ostie consacrate, Apistio afferma che le persone che offendono così tanto la fede in Dio debbano essere duramente punite, pur non essendo del tutto convinto che le azioni descritte siano reali. Dicasto e Fronimo accusano allora Apistio di non essere sincero e di dissimulare ironicamente le tesi filosofiche del passato; inoltre, come può Apistio credere alla recente scoperta delle Americhe (luogo di cui non vi è alcuna traccia nei testi antichi), basandosi solo sulle notizie riferite da uomini illustri che hanno ascoltato il racconto di chi dice di esserci stato e viceversa non credere alla stregoneria (documentata fin dai tempi antichi da poeti, filosofi e testi sacri) che molti altri uomini altrettanto prestigiosi giurano esistere?
A questo punto, Dicasto mette in secondo piano la prova dell'esistenza del Sabba stregonesco, concentrandosi sul fatto che la Strega ha comunque offeso la religione cristiana, poco importa se con il corpo o solo con la mente: la donna deve essere perciò punita per difendere la Chiesa e la dottrina della Fede. Fronimo dice che come i miracoli confermano l'esistenza del divino e rafforzano la fede cristiana, così anche la stregoneria e i demoni confermano l'esistenza di Dio, ostinandosi a indurre le persone a peccare. La conclusione è dunque che, se esistono il diavolo e il male, allora devono esistere anche Dio e il bene.
Alla fine del dialogo, Apistio cambia il proprio nome in Pistico, cioè colui che crede.

## Edizioni
In latino

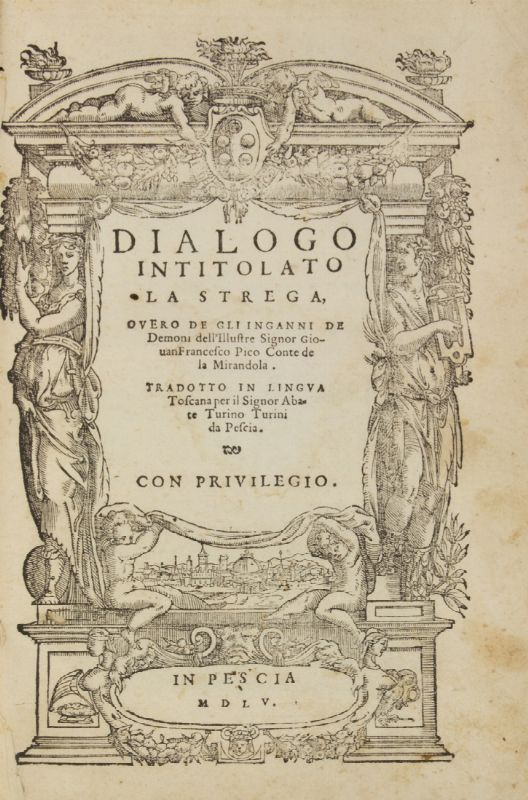
Dialogo intitolato La Strega, tradotto in italiano da Turino Turini (1555)

- Io. Francisci Pici Mirandulæ Domini et Concordiæ Comitis et c., Dialogus in tres libros diuisus: titulus est Strix, siue de ludificatione dæmonum. Eiusdem ad Leonem 10. & conc. lat. De reformandis moribus oratio. Eiusdem pro asserendis a calumnia libris Dionysii Areopagitæ. Epistola. Eiusdem ad excitandum genus humanum a uitæ huius somno ad futuræ uigiliam carmen, Bononiæ (Bologna), a Hieronymo de Benedictis Bononiensis, maggio 1523, SBN CFIE006235.
- Joh. Francisci Pici Mirandulae domini concordiaeque comitis, Strix sive ludificatione daemonum dialogi tres: nunc primum in Germania eruti ex bibliotheca Martini Weinrichii ... itemque epistola ad cl. medicum et philosophum Andream Libavium de..., a cura di Karl Weinrich, Argentorati (Strasburgo), Paul Lederz, 1612.

In italiano
- Libro intitolato La Strega, overo de le Illusioni del Demonio, composto in latino dal Signor Giovan Francesco Pico, Signore de la Mirandola e Conte del la Concordia,, Tradotto in volgare dal V.P.F. Leandro de gli Alberti, Bolognese de l'Ordine de Predicatori, et dedicato a la Signora Giovanna Caraffa Pica, Bologna, per Maestro Geronimo de Beneditti, aprile 1524.
- Dialogo intitolato la Strega, ouero de gli inganni de demoni dell'illustre signor GiouanFrancesco Pico conte de la Mirandola. Tradotto in lingua toscana per il signor abate Turino Turini da Pescia, Pescia, appresso Lorenzo Torrentino stampator ducale, 1555, SBN RMLE001185.

### Edizioni moderne
- Ida Li Vigni (a cura di), La strega, o vero De gli inganni de demoni, Genova, ECIG - Edizioni Culturali Internazionali Genova, 1988, SBN CFI0137172.
- Albano Biondi (a cura di), Libro detto Strega, o delle illusioni del demonio del signore Giovanfrancesco Pico della Mirandola, nel volgarizzamento di Leandro Alberti, Venezia, Marsilio, 1989, SBN UFI0031624.
- Gianfrancesco Pico, La strega, introduzione, testo, traduzione e commento di Lucia Pappalardo, Roma, Città nuova, 2017, SBN MOD1672329.

In francese
- (FR) Jean-François Pic de la Mirandole, La Sorcière. Dialogue en trois livres sur la tromperie des démons / Dialogus in tres libros divisus, titulus est Strix, sive de ludiﬁcatione daemonum, texte établi, traduit et commenté par A. Perifano, Turnhout, 2007  [1523].